# Jorden van Foreest
Jorden van Foreest est un joueur d'échecs néerlandais né le 30 avril 1999 à Utrecht.
Au 1er mars 2021, Van Foreest est le numéro deux néerlandais et le 37e joueur mondial avec un classement Elo de 2 701 points.

## Famille
Jorden van Foreest est issu de la famille Van Foreest et a le titre de jonkheer,. Il est l'arrière-arrière petit-fils d'Arnold van Foreest et l'arrière-arrière petit-neveu de Dirk van Foreest, qui ont tous deux été triple vainqueurs de l'ancêtre du championnat d'échecs des Pays-Bas.
Il a quatre frères et une sœur,. L'un de ses frères, Lucas (né en 2001), est grand maître il a remporté le championnat des Pays-Bas d'échecs. Sa sœur, Machteld (née en 2007), a remporté plusieurs titres dans les championnats néerlandais de la jeunesse, avant d'être couronnée championne des Pays-Bas féminine en 2022 et 2025.

## Palmarès
Grand maître international depuis 2016 (dernière norme obtenue en 2015), il a remporté le championnat d'Europe des moins de quatorze ans en 2013 (au départage devant Miguel Santos Ruiz) et le championnat d'échecs des Pays-Bas (adultes) en août 2016, puis de nouveau en 2025.
Lors du tournoi de Wijk aan Zee de janvier 2020, Jorden van Foreest finit à la 4e-5e place ex æquo avec 7 points sur 13.
Lors de l'édition 2021 du tournoi de Wijk aan Zee, il finit premier avec une marque de 8,5 points sur 13 (quatre victoires et neuf parties nulles) et remporte le départage face à Anish Giri (1 à 1, puis 1-0).
Lors de la Coupe du monde d'échecs 2021, il fut exempt au premier tour du fait de son classement Elo, puis battit le Slovaque Juraj Druska au deuxième tour et fut battu au troisième tour par  Kacper Piorun.
| Année | Lieu   | Résultat                                | Ultime adversaire | Adversaires battus |
| ----- | ------ | --------------------------------------- | ----------------- | ------------------ |
| 2021  | Sotchi | troisième tour (exempt au premier tour) | Kacper Piorun     | Juraj Druska       |
| 2023  | Bakou  | troisième tour (exempt au premier tour) | Peter Svidler     | Ahmed Adly         |